# Жиличі (Берестовицький район)
Жиличі (біл. Жылічы) — село в складі Берестовицького району Гродненської області, Білорусь. Село підпорядковане Пограничній сільській раді, розташоване у західній частині області.

## Історія
До 25 вересня 2003 року село входило до складу Кватарської сільської ради, а після її скасування Гарбачі та іще шість населених пунктів було передано на підпорядкування Пограничній селищній раді. З 16 жовтня 2007 року село підпорядковане Пограничній сільській раді.